# الصويري
قرية الصويري تقع قرية الصويري في الجهة الشمالية الغربية لمدينة حمص السورية. على بعد 35 كم في بداية المنطقة السياحية، التي تصل من قرية الذهبية إلى برشين، مشتى الحلو، الكفارين وجميع هذه المناطق تسمى جبل الحلو.
ترتفع حوالي 650-750 م عن سطح البحر يبلغ عدد سكانها حوالي 5000 نسمة معظم يعملون في الوظائف الحكومية والزراعة يحيط بها ثلاث سدود سطحية وسميت بهذا الاسم نسبة إلى المقدس الشيخ علي الصويري قدسه الله ومقامه يتوسط القرية وبجانبه بئر عربي قديم جدا وكان بجانبه مقبرة صغيرة اثرية ومن جهته الشرقية تقع القرية القديمة المبنية من حجر البازلت والطين
تشتهر الصويري بزراعة الحبوب والتفاحيات والتين والزيتون والعنب.
 مؤسسات الصويري هي اسم مؤسسة متاجدة في المنطقة ومنقسمة إلى مدرسه ابتدائية وإعداديه، ثانوية عامة(الشهيد خليل عباس إبراهيم )، و3 أقسام لروض الأطفال. وتعتبر القرية من أوائل القرى التي كان فيها مدرسة في المنطقة في عام 1890 تقريبا، ويوجد فيها مركز خدمة المواطن،ومستوصف، وخمس صيدليات، وعيادة طبية، وعيادات بيطرية، ويوجد أيضا فيها إرشادية زراعية، ومركز لهاتف آلي وبريد، وشعبة كهرباء، ومؤسسة مياه، وجمعية فلاحية، ومخبز نصف آلي.